# Trochetia triflora
Espèce
Classification phylogénétique
Trochetia triflora est une espèce arborescente de la famille des Sterculiaceae, ou des Malvaceae selon la classification phylogénétique. Elle est endémique de l'île Maurice, dans l'océan Indien.

## Description
L'espèce peut atteindre huit mètres de haut. Ses feuilles sont d'un vert grisâtre, ses fleurs blanches et poussent en groupe.

## Distribution
On trouve Trochetia triflora à Montagne Cocotte et Piton Savanne, notamment. L'espèce est menacée.

## Divers
Trochetia triflora est représentée sur un timbre d'une valeur de sept roupies émis par la Poste mauricienne.